# One More Night in New York City
One More Night at New York City è il secondo album dal vivo del supergruppo statunitense Yellow Matter Custard.

## Descrizione
L'album fu registrato in quattro diverse serate nel 2011, a New York; tutti i brani, 30, sono cover dei Beatles, eccetto Too Many People, brano inciso come solista da Paul McCartney, Lady Gaye, di Ringo Starr. nel DVD invece è presente l'inedito Request Time, la cui musica è stata scritta da Neal Morse e Kasim Sulton, mentre i testi da Mike Portnoy.
I brani sono molto rivisitati rispetto alle versioni originali, in quanto vennero riarrangiati in versione progressive metal; questo album vede la presenza di Kasim Sulton al basso, entrato in formazione nel 2008, in sostituzione di Matt Bissonette.

## Tracce
Testi e musiche dei Beatles: 

### CD
CD 1
1. Back in the USSR
2. I've Got a Feeling
3. And Your Bird Can Sing
4. Day Tripper
5. Getting Better
6. It Won't Be Long
7. I'm a Loser
8. The Fool on the Hill
9. You've Got to Hide Your Love Away
10. Behind That Locked Door

CD 2
1. Things We Said Today
2. If I Needed Someone
3. It's Only Love
4. The Word
5. Any Time at All
6. And I Love Her
7. P.S. I Love You
8. I'll Cry Instead
9. Old Brown Shoe
10. Too Many People

CD 3
1. Any Time at All
2. Paperback Writer
3. I'm So Tired
4. Glass Onion
5. Yer Blues
6. Run for Your Life
7. I Saw Her Standing There
8. Sgt. Pepper's Lonely Hearts Club Band
9. Why Don't We Do It in the Road?
10. Oh My My

### DVD
1. Back in the USSR
2. I've Got a Feeling
3. Day Tripper
4. Getting Better
5. Taxman
6. It Won't Be Long
7. I Wanna Be Your Man
8. I'm a Loser
9. Lady Madonna
10. We Can Work It Out
11. I Don't Want to Spoil the Party
12. Penny Lane
13. The Fool on the Hill
14. You've Got to Hide Your Love Away
15. If I Needed Someone
16. It's Only Love
17. Any Time at All[1]
18. Too Many People
19. Oh My My
20. Run for Your Life
21. I'll Cry Instead
22. I Saw Her Standing There
23. Polythene Pam
24. The End

## Formazione
- Neal Morse – voce, tastiera
- Paul Gilbert – chitarra
- Kasim Sulton – basso
- Mike Portnoy – batteria, voce